# بابلو ديل ريو
بابلو ديل ريو (بالإسبانية: Pablo del Río)‏ هو لاعب كرة قدم أرجنتيني في مركز الهجوم، ولد في 11 يناير 1976 في بوينس آيرس في الأرجنتين. لعب مع إنديبندينتي وبانفيلد وبيتار القدس وفيرو كاريل أويستي ونادي أوكاس.